# Воробьёвка (Челябинская область)
Родники́ — деревня в Троицком районе Челябинской области. В составе Родниковского сельского поселения.

## География
Расположена в центральной части района. Рельеф — полуравнина (Зауральский пенеплен); ближайшие выс.— 233 и 249 м. Ландшафт — лесостепь. К югу и западу — перелески.
Деревня связана грунтовыми дорогами с соседними населёнными пунктами. Расстояние до районного центра (Троицк) 35 км, до центра сельского поселения (пос. Родники) — 5 км.

## История
Деревня основана в 1940-х гг. при конеферме совхоза «Карсинский». Названа по фамилии первопоселенцев.

## Население
| 2002 | 2010 |
| ---- | ---- |
| 13   | ↘3   |

По данным Всероссийской переписи, в 2010 году численность населения посёлка составляла всего 3 человека.

## Улицы
- Берёзовая улица